# 穆恩湖
67°02′30.53″N 34°42′10.62″E / 67.0418139°N 34.7029500°E
穆恩湖（俄语：Мунозеро），是俄羅斯的湖泊，位於該國西北部，由摩爾曼斯克州負責管轄，長6.8公里、寬3.8公里，面積21平方公里，海拔高度137.4米，湖岸線長度37公里。